# The Settlers IV
The Settlers IV – komputerowa gra strategiczna czasu rzeczywistego wydana przez firmę Blue Byte w 2001 r. W grze występuje kampania treningowa, kampanie "Trzy rasy" oraz "Mroczne Plemię". W trzech rasach dowodzi się siłami Wikingów, Majów i Rzymian (czwarta grywalna rasa, Trojanie, doszła w drugim dodatku do gry, zatytułowanym Trojanie i Eliksir Mocy). Gra jest czwartą częścią popularnej serii "The Settlers". Jest wykonana na podobieństwo poprzedniej, trzeciej części.

## Fabuła
Na Ziemię zostaje wygnany tytan Morbus. To kara za podżeganie innych nieśmiertelnych do wystąpienia przeciw głównemu bogowi. Okazuje się, że Morbus panicznie boi się zieleni więc na Ziemi musi dokonać dużych zmian. Niszczy zieleń, wynalezionym przez swojego ogrodnika "Nasieniem Ciemności". Następnie tworzy wojsko, które chroni mroczne ziemie. Jego nowa cywilizacja szybko się rozwija i zaczyna być coraz groźniejsza dla ludzi. Cywilizacje ludzi muszą się zjednoczyć, by stawić czoła nowemu zagrożeniu.

## Cele gry
Gracz ma do dyspozycji trzy rasy: Majów, Rzymian i Wikingów, a w dodatku także Trojan. Cele gry są zróżnicowane. Najczęściej chodzi o to, by podbić wroga/wrogów. Często jednak wystarczą mniejsze dokonania (np. zniszczenie tylko Małej Świątyni czy zniszczenie trzech Plantacji Purchawek Mrocznego Plemienia). W niektórych misjach wróg tylko przeszkadza w wykonaniu zadania choć gracz nie musi wdawać się w walki. W niektórych misjach nie walczy się z żadnym wrogiem, a do wykonania są zadania gospodarcze (większość w kampaniach osadniczych) jak wyprodukowanie przed terminem określonej ilości towarów czy zamienienie pustyń w łąki i zasadzenie lasu.

## Opis gry
Środowisko naturalne – gra charakteryzuje się bogatym krajobrazem, florą i fauną. Gracz może pozyskiwać z natury rozmaite surowce: dziczyznę (dziki, jelenie i zające), w rzekach lub na brzegach akwenów ryby, w górach surowce (węgiel, żelazo, kamień górski, złoto i siarkę), pnie drzew, wodę z rzek oraz kamień powierzchniowy. Ponadto na łąkach może sadzić zboże, na pustyniach agawy (tylko Majowie), na nasłonecznionych stokach winogrona (tylko Rzymianie) i na trzęsawiskach słoneczniki (tylko Trojanie)
Budynki – pod względem kształtu, wielkości, wyglądu i kosztu budowy, budynki są różne dla każdej z ras. Do wybudowania budynków potrzebni są kopacze i budowniczy, oraz materiały, takie jak deski, kamienie lub złoto.

## Mroczne Plemię
Mroczne Plemię to cywilizacja całkowicie różniąca się od cywilizacji ludzkich. Nie ma granic swojego terytorium. Stawia budynki na czarnej ziemi i za pomocą Ogrodników zamienia zieloną ziemię w czarną. Ma tylko trzy rodzaje budynków: główną twierdzę, Plantację Purchawek i Fabrykę Manakopterów (w dodatku do gry). Za pomocą Szamanów zamienia osadników innych ras w Niewolników, którzy pracują na Plantacjach purchawek. Fabryki Manakopterów produkują Manakoptery, które mogą transportować Szamanów, żołnierzy i Niewolników w dowolne miejsce na mapie. W głównej twierdzy Mroczne Plemię gromadzi wszystkie zapasy i produkuje wszystkich swoich osadników i żołnierzy. Budynki Mrocznego Plemienia można zniszczyć zamieniając czarną ziemię wokół nich w zieloną. Główna twierdza jest jednak chroniona płomieniami wychodzącymi z ziemi, dlatego nie można do niej podejść zanim nie zniszczy się wszystkich Plantacji Purchawek.

## Misje
W grze są dwie główne kampanie: „Trzy rasy” oraz „Mroczne Plemię”. Kampania „Trzy rasy” dzieli się na trzy mniejsze kampanie (Majów, Rzymian i Wikingów), po trzy misje każda. W pierwszych dwóch misjach gracz rywalizuje z jednym przeciwnikiem (obcej rasy), a w trzeciej (ostatniej) z dwoma przeciwnikami jednocześnie. W kampanii „Mroczne Plemię” gracz rywalizuje zarówno z Mrocznym Plemieniem jak i rasami ludzkimi. Kampania składa się z 12 misji. Gracz musi wykonać po 4 misje każdą z ras. Co jakiś czas Morbus wprowadza jakąś innowację stając się przez to coraz groźniejszy. Z jego wojskiem gracz rywalizuje w misjach: 2, 3, 4, 5, 7, 11 i 12. Z przeciwnikami ludzkimi gracz zmierzy się w misjach: 1, 2, 4, 6, 8, 9 i 10.

## Dodatki do gry
Gra doczekała się czterech dodatków - Settlers 4: Misje Dodatkowe (Mission CD), wspomniany wcześniej Trojanie i Eliksir Mocy, Nowy Świat (Die Neue Welt) oraz Wielkie Wyprawy (Community Pack), z czego dwa ostatnie zostały pierwotnie wydane wyłącznie w Niemczech.

### Misje Dodatkowe
Pierwszy dodatek do gry, wydany w sierpniu 2001 roku w Niemczech, i w grudniu tego samego roku w Polsce. Wniósł trzy pięcio-misyjne kampanie dla jednego gracza: Rzymian (rywalizacja z Mrocznym Plemieniem), Wikingów (rywalizacja z Rzymianami o wyspy archipelagu), Majów (rywalizacja z Rzymianami i Wikingami). Dodatkowo zawiera: trzy misje „Osadnicze” (skoncentrowane na budowaniu osady gracza i osiąganiu celów ekonomicznych, w przeciwieństwie do podboju militarnego), trzy misje „Konfliktowe” (skoncentrowane na walce), szesnaście nowych map dla trybu jednego gracza i osiemnaście nowych map dla trybu wieloosobowego. Jeśli chodzi o rozgrywkę, Misje Dodatkowe zawierają ulepszoną sztuczną inteligencję, bardziej zróżnicowane cele misji, bardziej wyrafinowane skrypty w misjach i wyższy poziom trudności w grach dla jednego gracza. Rozszerzenie zawiera również generator map losowych i edytor map, oraz liczne poprawki błędów i stabilizacje.

### Trojanie i Eliksir Mocy
Drugi dodatek do gry, wydany 13 grudnia 2001 roku w Niemczech, i 24 lipca 2002 roku w Polsce przez CD Projekt w wersji dubbingowanej. Dodał kilka dodatkowych kampanii, nową rasę (Trojanie) oraz parę innowacji u Mrocznego Plemienia. Najdłuższą kampanią jest główna kampania dodatku: "Trojanie i eliksir mocy”. W jej 12 misjach gracz kieruje Trojanami, rywalizując z "reaktywowanym" Mrocznym Plemieniem. Wróg dysponuje nową superbronią – Manakopterami – oraz wojskiem o maksymalnie wysokim współczynniku morale (tylko w niektórych misjach). Gracz spotka się z Mrocznym Plemieniem w misjach: 3, 4, 5, 6, 7, 8, 9, 10, 11 i 12, zaś z przeciwnikami ludzkimi w misjach 2 i 6. Innymi kampaniami w dodatku do gry są cztero-misyjne kampanie: Rzymian (rywalizacja z Trojanami), Wikingów (rywalizacja z Mrocznym Plemieniem), Majów (rywalizacja z każdym z rywali; poszukiwanie skarbu) i kampania osadnicza (gracz ma do wykonania zadania gospodarcze każdą z czterech ras).

### Nowy Świat
Trzeci dodatek do gry, pierwotnie wydany wyłącznie w Niemczech w listopadzie 2002 pod nazwą: Die Neue Welt (ang. The New World). Akcja gry toczy się wkrótce po tym, jak Wikingowie odkrywają Amerykę, a Majowie organizują ucztę dla Wikingów. Po czym udają się do Europy w celu zdobycia Cudów Świata, zaczynając od Kolosa z Rodos. W międzyczasie Wikingowie odkrywają mapę wśród posiadłości Majów, prowadzącą do mitologicznej wyspy zamieszkanej wyłącznie przez kobiety, które natychmiast zamierzają odszukać. Trojanie, wygnani z Troi przez Rzymian, szukają nowej ojczyzny i kierują się na zachód. W tym samym czasie Rzymianie próbują podbić świat, zaczynając od nowo odkrytego kontynentu.
Rozszerzenie zawiera cztery pięcio-misyjne kampanie dla jednego gracza (po jednej dla każdej z trzech oryginalnych ras i jedna dla Trojan), każda z wieloma celami, z których wiele jest opcjonalnych, a większość z nich ma charakter ekonomiczny, a nie wojskowy. Istnieją również dwie nowe mapy dla jednego gracza i trzy nowe mapy dla wielu graczy. Dodatek wprowadza również nowe tekstury terenu, aby bardziej przypominał on Karaiby.
Dodatek doczekał się wydania w angielskiej i francuskiej wersji językowej, w odnowionej edycji Settlers IV: History Edition wydanej przez Ubisoft w listopadzie 2018 roku, na platformie Uplay. Dodatek doczekał się również fanowskiej polskiej wersji językowej wydanej w sierpniu 2021 roku.

### Wielkie Wyprawy
Czwarty i ostatni dodatek do The Settlers IV, wydany pierwotnie tylko w Niemczech w listopadzie 2003 roku, pod nazwą Community Pack (ang. Great Crusades). Dodatek zawiera cztery stworzone przez fanów kampanie dla pojedynczego gracza, oparte na prawdziwych historycznych konfliktach; rzymski atak na Kartaginę podczas III wojny punickiej, inwazja Wikingów na Anglię, opór Huasteków przeciwko hiszpańskim konkwistadorom i bitwa o Troadę podczas wojen diadochów.
Dodatek, wraz z dodatkiem: Nowy Świat, doczekał się wydania w angielskiej i francuskiej wersji językowej, w odnowionej edycji Settlers IV: History Edition. Dodatek doczekał się również fanowskiej polskiej wersji językowej, wydanej wraz z fanowską polską wersją językową dodatku: Nowy Świat.

## Edycje gry

### Złota Edycja
Wydana po raz pierwszy w 2002 roku. Wlicza podstawową wersję gry wraz z dwoma dodatkami: Misje Dodatkowe oraz Trojanie i Eliksir Mocy. Zawiera również stworzone przez fanów mapy do trybu wieloosobowego, mini-grę „Smack a Thief”, tapety na pulpit i parę innych dodatków (w zależności od kraju i roku wydania), w tym grafiki z gry.

### History Edition
W listopadzie 2018 roku Ubisoft ponownie wydał grę jako samodzielną wersję History Edition, oraz jako zawartą w The Settlers: History Collection. Zoptymalizowane dla systemu Windows 10, ponowne wydanie zawiera oryginalną grę oraz dodatki: Misje Dodatkowe, Trojanie i Eliksir Mocy, Nowy Świat i Wielkie Wyprawy, a także zawiera funkcję automatycznego zapisywania, obsługę monitorów 4K, obsługę dwóch monitorów, regulowane rozdzielczości, synchronizację pionową i tryb online dla wielu graczy. The Settlers: History Collection, dostępna tylko w serwisie Uplay, zawiera również ponowne wydania The Settlers, The Settlers II, The Settlers III, The Settlers: Heritage of Kings, The Settlers: Rise of an Empire oraz The Settlers 7: Paths to a Kingdom.
W lutym 2019, Settlers IV: History Edition została całkowicie przetłumaczona z oryginalnego języka niemieckiego na języki: angielski i francuski. W sierpniu 2021 roku została nieoficjalnie przetłumaczona również na język polski. Jednak w przeciwieństwie do starszych edycji The Settlers IV - w tym podstawy gry, która została wydana w co najmniej piętnastu językach, History Edition została oficjalnie wydana wyłącznie w trzech językach: niemieckim, angielskim i francuskim.

## Ścieżka dźwiękowa
Ścieżka dźwiękowa gry jest bogata. Rozgrywkę urozmaicają utwory muzyczne różne dla każdej frakcji, pokojowe i wojenne oraz dla przebywania na mrocznych ziemiach. Do tego występują liczne odgłosy natury, pracy ludzi czy walki. W pierwotnej edycji gry często występował problem nakładania się muzyki, w taki sposób, że było odgrywanych kilka utworów jednocześnie. W wersji History Edition, Ubisoft twierdzi, że naprawił te błędy, a przynajmniej ich część.